# Eduardo Francisco Pironio
Eduardo Francisco Pironio, argentinski rimskokatoliški škof in kardinal, blaženi * 3. december 1920, Nueve de Julio, † 5. februar 1998.

## Življenjepis
5. decembra 1943 je prejel duhovniško posvečenje.
24. marca 1964 je bil imenovan za pomožnega škofa La Plate in za naslovnega škofa Caecirija; 31. maja istega leta je prejel škofovsko posvečenje.
19. aprila 1972 je postal škof Mar del Plate (ustoličen 26. maja istega leta).
20. septembra 1975 je bil imenovan za proprefekta Kongregacije za verske in sekularne ustanove in za naslovnega nadškofa Thigesa.
24. maja 1976 je bil povzdignjen v kardinala in imenovan za kardinal-diakona Ss. Cosma e Damiano. Posledično je bil 29. maja istega leta imenovan za prefekta Kongregacije za verske in sekularne ustanove.
Med 8. aprilom 1984 in 20. avgustom 1996 je bil predsednik Papeškega sveta za laike.
22. junija 1987 je postal kardinal-duhovnik Ss. Cosma e Damiano in  11. julija 1995 kardinal-škof Sabina-Poggio Mirteta.
16. decembra 2023 je bil beatificiran.